# Orsa spelmän
Orsa spelmän är en svensk folkmusikgrupp med sex medlemmar. Leif Göras och Pether Olsson samt de tre bröderna Perra, Olle och Kalle Moraeus. Gruppen uppträdde redan 1977 i Nygammalt med Bosse Larsson som grupp, där de två äldsta bröderna Moraeus, Nicke Göthe och Leif Jacobsson medverkade. I sin nuvarande form och med den stora publiken började man uppträda 1987 med Benny Andersson som initiativtagare. Nu är de fem medlemmar; Nicke Göthe och Larsåke Leksell har lämnat gruppen och Pether Olsson har kommit in istället.
Orsa spelmäns musik omfattar såväl traditionella spelmanslåtar såväl som egenkomponerade verk.
De deltog i Melodifestivalen 2010 i Sandviken med låten Underbart och tog sig då till Andra chansen.
Tillsammans med Benny Andersson, Musikhögskolan i Piteås kammarkör och Gunnar Idenstam uruppförde de Benny Andersson specialskrivna verk En skrift i snön(text: Kristina Lugn) under invigningen av Orgel Acusticum vid Luleå tekniska universitet.

## Medlemmar
- Pether Olsson - dragspel 2009-
- Leif Göras – fiol
- Per-Erik "Perra" Moraeus – fiol, klarinett, saxofon, spilåpipa samt div. flöjter
- Olle Moraeus – fiol
- Kalle Moraeus – fiol, gitarr, sång, kontrabas och fler stränginstrument

### Medverkar ibland
- Benny Andersson – synclavier och dragspel

#### Tidigare medlemmar
- Nicke Göthe – fiol, dragspel och gitarr
- Larsåke Leksell – dragspel och synthesizer

## Diskografi
- 1988 – Orsa spelmän[2]
- 1990 – Fiolen min[2]
- 1998 – Ödra[2]
- 2006 – Orsa nästa![2]

### Medverkat i album
Benny Andersson
- 1987 – Klinga mina klockor[2]
- 1989 – November 1989

Benny Anderssons Orkester
- 2001 – Benny Anderssons Orkester
- 2004 – BAO!
- 2006 – BAO på turné
- 2007 – BAO 3

Benny Andersson Band
- 2009 – Story of a Heart